# Васильева, Маргарита Андреевна
Маргарита Андреевна Васильева (в девичестве Филиппова; род. 5 июня 1991, Новопавловка, Читинская область) — российская биатлонистка, неоднократная чемпионка и призёр чемпионата России. Мастер спорта России.

## Биография
В начале карьеры представляла Забайкальский край, позднее перешла в Красноярский край. Выступает за «Академию биатлона». Первые тренеры — В. В. Еньков, А. В. Капустин, в Красноярске тренируется под руководством Людмилы Павловны Пановой.
Победительница летнего первенства России среди юниоров 2011 года в индивидуальной гонке.
Участница юниорского чемпионата мира 2012 года в Контиолахти и юниорского чемпионата Европы 2012 года в Брезно. На чемпионате мира стала бронзовым призёром в спринте и заняла восьмое место в преследовании, на чемпионате Европы выступила менее удачно, не поднявшись выше 11-го места.
В сезоне 2014/15 принимала участие в Кубке IBU, стартовала в одной гонке — спринте на этапе в Обертиллиахе, где заняла 21-е место.
На чемпионатах России выигрывала золотые медали в 2017 году в эстафете и смешанной эстафете, также неоднократно была призёром. В летнем биатлоне (кросс) становилась чемпионкой страны в 2015 году в спринте.
Становилась победительницей этапов Кубка России.
В 2016 году принимала участие в чемпионате мира по летнему биатлону в Отепя, стартовала только в смешанной эстафете, где сборная России заняла 10-е место.
4 апреля 2018 года в Ханты-Мансийске, Маргарита выиграла масс-старт на чемпионате России по биатлону, показав результат 39.05,7. Также в этом сезоне стала чемпионкой России в суперпасьюте. По итогам сезона 2017/18 стала обладательницей Кубка России.
В составе основной сборной дебютировала на Кубке мира 6 декабря 2018 года, став 42-й в индивидуальной гонке в Поклюке. Первые очки за 13-е место в спринте набрала 8 декабря 2018 года.
В 2019 году была отстранена от соревнований на 1,5 года из-за пропуска трёх допинг-тестов. Отбыв дисквалификацию, вернулась в биатлон, однако из-за невысоких результатов в феврале 2022 года завершила спортивную карьеру.

## Статистика выступлений в Кубке мира

### Результаты выступлений
| \| 2018/2019 Итоги \| 2018/2019 Итоги \| Поклюка \| Поклюка \| Поклюка \| Поклюка \| Поклюка \| Хохфильцен \| Хохфильцен \| Хохфильцен \| Нове-Место \| Нове-Место \| Нове-Место \| Оберхоф \| Оберхоф \| Оберхоф \| Рупольдинг \| Рупольдинг \| Рупольдинг \| Антхольц \| Антхольц \| Антхольц \| Канмор \| Канмор \| Солт-Лейк-Сити \| Солт-Лейк-Сити \| Солт-Лейк-Сити \| Солт-Лейк-Сити \| ЧМ Эстерсунд \| ЧМ Эстерсунд \| ЧМ Эстерсунд \| ЧМ Эстерсунд \| ЧМ Эстерсунд \| ЧМ Эстерсунд \| ЧМ Эстерсунд \| Холменколлен \| Холменколлен \| Холменколлен \| \| Очков \| Место \| Сусм \| См \| Инд \| Спр \| Пр \| Спр \| Пр \| Эст \| Спр \| Пр \| МС \| Спр \| Пр \| Эст \| Спр \| Эст \| МС \| Спр \| Пр \| МС \| Инд \| Эст \| Спр \| Пр \| Сусм \| См \| См \| Спр \| Пр \| Инд \| Сусм \| МС \| Эст \| Спр \| Пр \| МС \| \| 155 \| 38 \| — \| — \| 42 \| 13 \| 15 \| 67 \| — \| — \| 78 \| — \| — \| 53 \| 18 \| 1 \| 87 \| — \| — \| 73 \| — \| — \| 16 \| 10 \| 14 \| 15 \| — \| 7 \| — \| — \| — \| — \| — \| — \| — \| — \| — \| — \| |                 |         |         |         |         |         |            |            |            |            |            |            |         |         |         |            |            |            |          |          |          |        |        |                |                |                |                |              |              |              |              |              |              |              |              |              |              |
| В таблице отражены места, занятые спортсменом на гонках биатлонного сезона. Инд — индивидуальная гонка Пр — гонка преследования Спр — спринт МС — масс-старт Эст — эстафета См — смешанная эстафета DNS — спортсмен был заявлен, но не стартовал DNF — спортсмен стартовал, но не финишировал LAP — спортсмен по ходу гонки (для гонок преследования и масс-стартов) отстал от лидера более чем на круг и был снят с трассы DSQ — спортсмен дисквалифицирован — − спортсмен не участвовал в этой гонке |                 |         |         |         |         |         |            |            |            |            |            |            |         |         |         |            |            |            |          |          |          |        |        |                |                |                |                |              |              |              |              |              |              |              |              |              |              |
| 2018/2019 Итоги | 2018/2019 Итоги | Поклюка | Поклюка | Поклюка | Поклюка | Поклюка | Хохфильцен | Хохфильцен | Хохфильцен | Нове-Место | Нове-Место | Нове-Место | Оберхоф | Оберхоф | Оберхоф | Рупольдинг | Рупольдинг | Рупольдинг | Антхольц | Антхольц | Антхольц | Канмор | Канмор | Солт-Лейк-Сити | Солт-Лейк-Сити | Солт-Лейк-Сити | Солт-Лейк-Сити | ЧМ Эстерсунд | ЧМ Эстерсунд | ЧМ Эстерсунд | ЧМ Эстерсунд | ЧМ Эстерсунд | ЧМ Эстерсунд | ЧМ Эстерсунд | Холменколлен | Холменколлен | Холменколлен |
| Очков | Место           | Сусм    | См      | Инд     | Спр     | Пр      | Спр        | Пр         | Эст        | Спр        | Пр         | МС         | Спр     | Пр      | Эст     | Спр        | Эст        | МС         | Спр      | Пр       | МС       | Инд    | Эст    | Спр            | Пр             | Сусм           | См             | См           | Спр          | Пр           | Инд          | Сусм         | МС           | Эст          | Спр          | Пр           | МС           |
| 155 | 38              | —       | —       | 42      | 13      | 15      | 67         | —          | —          | 78         | —          | —          | 53      | 18      | 1       | 87         | —          | —          | 73       | —        | —        | 16     | 10     | 14             | 15             | —              | 7              | —            | —            | —            | —            | —            | —            | —            | —            | —            | —            |